# Maksimalna potrošnja kiseonika
Maksimalna potrošnja kiseonika (VO2 maks, maksimalni unos kiseonika) je maksimalni kapacitet tela da transportuje i koristi kiseonik tokom inkrementalne vežbe. Ona odražava fizičku kondiciju pojedinca. 
2 maks se izražava bilo kao apsolutna brzina u litrama kiseonika po minutu (l/min), ili kao relativna brzina u mililitrama kiseonika po kilogramu telesne težine po minutu (ml / kg min). Relativna brzina se često koristi za poređenje performanse ili izdržljivosti sporta. Ime je izvedeno iz V - zapremina, O2 - kiseonik, maks - maksimum.

## Merenje2maks vrednosti
Precizno merenje VO2 maks vrednosti se vrši putem izlaganja osobe fizičkom naporu koji je dovoljnog trajanja i intenziteta da se potpuno iscrpi aerobni energijski sistem. U opštem kliničkom i atletskom testiranju se obično koristi test gradiranog vežbanja (na traci za trčanje ili bicikl ergometru). Intenzitet vežbanja se progresivno povećava tokom merenja ventilacije i koncentracija kiseonika i ugljen-dioksida u udahnutom i izdahnutom vazduhu. VO2 maks se dostiže kad potrošnja kiseonika ostaje u stacionarnom stanju uprkos povećanja opterećenja.

### Fikova jednačina
2 maks se definiše Fikovom jednačinom:
{\displaystyle \mathrm {VO_{2}\;max} =Q(\mathrm {CaO_{2}} -\mathrm {CvO_{2}} )}, kad su te vrednosti dobijene tokom vežbanja sa maksimalnim naporom.
gde je Q srčani izlaz, CaO2 je arterijski kiseonični sadržaj, i CvO2 je kiseonični sadržaj vena.  je takođe poznat kao arterio-venozna kiseonična razlika.

## Spoljašnje veze
- 2 maks kalkulator
- VO2 maks konja